# Ina (rivière)
L'Ina (en russe : Ина) est une rivière de Russie qui coule en république autonome de Bouriatie en Sibérie orientale. C'est un affluent de la Bargouzine en rive gauche, donc un sous-affluent de l'Ienisseï par la Bargouzine, le lac Baikal et enfin l'Angara.

## Géographie
Le bassin versant de l'Ina a une superficie de 4 600 km2 (surface de taille équivalente à celle des départements français du Bas-Rhin ou des Hautes-Pyrénées).
Son débit moyen à l'embouchure est de plus ou moins 40 m3/s. 
L'Ina prend naissance en Bouriatie, au sein des monts Ikat, chaîne montagneuse qui borde la plaine de la Bargouzine au sud-est, et matérialise la limite entre les bassins de l'Ienisseï et de la Léna (sous-bassin du Vitim). 
Après sa naissance, l'Ina coule en direction de l'ouest. Son parcours en terrain montagneux est sinueux et comporte de nombreux méandres. Après un parcours de 220 kilomètres, aux deux tiers en région montagneuse, elle se jette en rive gauche dans un des bras de la Bargouzine, au niveau de son cours inférieur.

## Hydrométrie - Les débits mensuels à Ina
L'Ina est une rivière abondante. Son débit a été observé pendant 40 ans (de 1958 à 1997) à Ina, station hydrométrique située à quelque 73 kilomètres de sa confluence avec la Bargouzine, à 517 mètres d'altitude. 
Le débit annuel moyen ou module observé à la station d'Ina était de 29,9 m3/s pour une surface observée de 3 270 km2, soit 70 % de la totalité du bassin versant de la rivière qui en compte 4 600. La lame d'eau d'écoulement annuel dans le bassin se montait de ce fait à 288 millimètres, ce qui peut être considéré comme élevé dans le contexte sibérien.
La rivière est alimentée avant tout par les précipitations abondantes de l'été et de l'automne. Son régime est de ce fait pluvial. 
Les hautes eaux se déroulent du printemps à la fin de l'été, du mois de mai au mois de septembre avec un sommet en juillet, ce qui correspond aux pluies estivales associées à la fonte des hautes neiges du bassin. En automne, aux mois d'octobre et surtout de novembre, le débit de la rivière s'effondre, ce qui constitue le début de la période des basses eaux. Celle-ci a lieu de novembre à avril et correspond à l'intense hiver sibérien avec ses profondes gelées. 
Le débit moyen mensuel observé en mars (minimum d'étiage) est de 2,87 m3/s, soit seulement 4 % du débit moyen du mois de juillet (71,6 m3/s), ce qui souligne l'amplitude élevée des variations saisonnières. Et ces écarts de débit mensuel peuvent être encore plus importants d'après les années. Ainsi sur la durée d'observation de 40 ans, le débit mensuel minimal a été de 0,60 m3/s en février 1982, tandis que le débit mensuel maximal s'élevait à 210 m3/s en juillet 1988.
En ce qui concerne la période libre de glaces (de juin à septembre inclus), toujours sur cette période de 40 ans, le débit minimal observé a été de 16,6 m3/s en juin 1981.  